# Association française de snowboard
L'Association française de snowboard (AFS) était l'association française loi de 1901 créée en 1987 pour encadrer le monde du snowboard et reconnue par le ministère de la Jeunesse et des Sports. Elle perd son agrément ministériel en 2006 et est remplacée par la Fédération française de ski en 2007.

## Rôles
L'AFS avait pour rôle de regrouper les pratiquants du snowboard en France. Elle gérait les compétitions de snowboard en France, organisant le circuit national de compétitions, attribuant les titres de Champions de France et sélectionnait les coureurs pour les épreuves de Snowboard aux Jeux olympiques d'hiver depuis que le snowboard était devenu un sport olympique en 1998.

## Organisation
L'AFS regroupait 3 000 coureurs, 6 000 adhérents, 150 clubs. Elle a milité pour la création d'un brevet d'état spécifique au snowboard pour ainsi permettre l'existence de moniteur breveté d'état n'étant pas obligé d'être des moniteurs de ski et revendiquait la possibilité de se monter en fédération indépendante.

## Histoire
L'AFS est créée en 1987 par Gérard Rougier et de nombreux autres snowboardeurs tels que Jean Nerva, Jean-Philippe Garcia, Serge Vitelli, Diane Guiauchain, Antoine Bertrand, Gilles Becker, Olivier Hansen...
Présidée par Gérard Rougier jusqu'en 1995 puis Philippe Savoyat(1995 et 96) et Philippe Jeannot (1997 à 2006).
Lors de l'annonce de la participation du Snowboard aux Jeux Olympiques de Nagano (1998) en épreuve officielle, l'AFS signe un accord tripartite avec le ministère des Sports et la fédération française de ski afin de permettre aux sportifs d'être sélectionnés aux Jeux olympiques (sélection par la Fédération internationale de ski représentée en France par la FFS). L'accord sera plusieurs fois renouvelé entre 1998 et 2006.
L'AFS recevait du ministère des Sports un budget annuel de fonctionnement qui lui était versé directement car elle avait obtenu un agrément grâce à un recours en conseil d'état. En 2006, le ministère de la jeunesse et des sports a retiré l'agrément à l'Association française de snowboard.
En 2007 la FFS et l'AFS rentrent en conflit car le budget pour le snowboard n'est plus rétribué par la fédération française de ski, le ministère projette de créer au sein de la FFS une section Snowboard. L'AFS a alors été mise en redressement judiciaire en 2007.